# World Trade Center
 For alternative betydninger, se World Trade Center (flertydig). (Se også artikler, som begynder med World Trade Center)
Det oprindelige World Trade Center (WTC) var et stort kompleks af syv bygninger i Financial District i Lower Manhattan i New York City. Det åbnede den 4. april 1973 og blev ødelagt under terrorangrebet den 11. september 2001. På tidspunktet for deres færdiggørelse, var tvillingetårnene – det oprindelige 1 World Trade Center (Nordtårnet) 417 meter; og 2 World Trade Center (Sydtårnet) 415,1 meter – de højeste bygninger i verden. Andre bygninger i komplekset omfattede Marriott World Trade Center (3 WTC), 4 WTC, 5 WTC, 6 WTC og 7 WTC. World Trade Center-komplekset husede mere end 430 virksomheder. Komplekset indeholdt 13.400.000 kvadratmeter kontorlokaler. På en typisk hverdag arbejdede der 50.000 mennesker i komplekset, og yderligere 140.000 passerede som besøgende.
Kernekomplekset blev bygget mellem 1966 og 1975 til en pris på 400 millioner dollars (svarende til $3,56 milliarder i 2022). Ideen blev foreslået af David Rockefeller for at hjælpe med at stimulere byfornyelse på Lower Manhattan, og hans bror Nelson, dengang New Yorks 49. guvernør, underskrev lovgivningen om at bygge den. Bygningerne på komplekset blev designet af Minoru Yamasaki. I 1998 besluttede havnemyndighederne i New York og New Jersey at privatisere World Trade Center og udleje komplekset til en privat virksomhed. Den 24. juli 2001 underskrev Larry Silverstein en 99-årig lejekontrakt på World Trade Center. Under sin eksistens symboliserede World Trade Center globaliseringen og USA's økonomiske magt. Selvom dets design oprindeligt blev kritiseret af New York-borgere og professionelle kritikere – blev tvillingetårnene et ikon for New York City. Den havde en stor rolle i populærkulturen, og blev ifølge et skøn afbildet i 472 film. Tvillingetårnene blev også brugt af Philippe Petit, da han den 7. august 1974 gik på line mellem tårnene uden tilladelse eller sikkerhedsforanstaltninger. Mellem 106. og 107. etage i det nordlige tårn lå restauranten Windows on the World. På 107. etage i det sydlige tårn lå den kendte turistattraktion Top of the World.
World Trade Center oplevede både kriminalitet og terrorhændelser, herunder en brand på Nordtårnets 11. etage den 13. februar 1975, et bombeattentat den 26. februar 1993, der dræbte seks mennesker og sårede over 1000 samt et bankrøveri den 14. januar 1998. Under terrorangrebet den 11. september 2001 fløj al-Qaeda terrorister to kaprede passagerfly (begge Boeing 767) ind i begge tvillingetårnene; mellem 16.400 og 18.000 mennesker befandt sig i tvillingetårnene, da de blev ramt. Brandene fra sammenstødene blev intensiveret af flyenes brændende brændstof, som sammen med de første skader på bygningernes strukturelle søjler i sidste ende fik begge tårne til at kollapse. Angrebene dræbte 2606 mennesker i og omkring tårnene, samt alle 157 om bord på de to fly.
Oprydnings- og genopretningsprocessen på World Trade Center-stedet tog otte måneder. Den 30. maj 2002 blev det sidste stykke WTC-stål ceremonielt fjernet. Et nyt World Trade Center-kompleks er ved at blive bygget med seks nye skyskrabere og flere andre bygninger, hvoraf mange er færdige. Et mindesmærke og museum for de dræbte i angrebene åbnede i 2011. One World Trade Center, den højeste bygning på den vestlige halvkugle på 541 meter og hovedbygningen til det nye kompleks åbnede den 3. november 2014.

## Baggrund

### Planerne om opførelsen
Planen om opførelsen af World Trade Center blev foreslået i New York i 1946. Den lovgivende forsamling i New York vedtog et lovforslag, der gav New Yorks guvernør Thomas E. Dewey bemyndigelse til at påbegynde udviklingen af planerne for projektet. Planerne blev dog først igangsat i 1949. I slutningen af 1940'erne og 1950'erne var den økonomiske vækst i New York mest koncentreret om opførelsen af nye bygninger i Midtown Manhattan i modsætning til Lower Manhattan, som ikke var det store område for nybyggeri. Til at bidrage til at stimulere byfornyelse foreslog David Rockefeller, at havnemyndigheden skulle bygge et såkaldt World Trade Center i Lower Manhattan.
De oprindelige planer blev officielt offentliggjort i 1961, hvori man besluttede at bygningerne skulle stå et sted langs East River. Havnemyndigheden krævede godkendelse fra både guvernørerne i New York og New Jersey til at gennemføre byggeprojektet. New Jerseys guvernør, Robert B. Meyner, meddelte New York, at han ville godkende projektet til et beløb af 335 millioner dollars.
Antallet af passagerer ved Port Authority Trans-Hudson og Manhattan Railroad faldt væsentligt fra 113 millioner i 1927 til 26 millioner i 1958 efter opførelsen af nye biltunneller og broer over Hudson River. I december 1961 afholdt man et møde mellem havnemyndighedens direktør, Austin J. Tobin, og New Jerseys nyvalgte guvernør, Richard J. Hughes, hvor havnemyndigheden tilbød at overtage Hudson & Manhattan Railroad og omdøbe den til Port Authority Trans-Hudson (forkortet PATH). Havnemyndigheden havde besluttet at flytte projektet til byggepladsen ved Hudson Terminal på den vestlige side af Lower Manhattan, hvilket var et mere praktisk sted for New Jerseys pendlere. Med den nye placering ville havnemyndigheden sammen med erhvervelsen af H & M Railroad tillige støtte projektet.
For New Yorks borgmester John Lindsay og byens råd var det ligeledes nødvendigt med projektets godkendelse. Den 3. august 1966 indgik man en aftale, således at havnemyndigheden skulle erlægge årlige betalinger til byen i stedet for skat for at få rettighederne til udlejning af World Trade Center til private lejere. I de efterfølgende år ville betalingerne stige efterhånden som ejendomsskatten steg.

## Design og opførelse
Den 20. september 1962 meddelte havnemyndigheden, at man udvalgte Minoru Yamasaki som ledende arkitekt, og Emery Roth som hjælpende arkitekt. Minoru Yamasaki havde udtænkt en plan om skabelsen af tvillingetårnene; hans plan foreslog, at tårnene skulle være 80 etager høje, men for at imødekomme havnemyndighedens krav om at bygge 10 millioner kvadratfod kontorlokaler skulle bygningerne i stedet være 110 etager høje.
Den 18. januar 1964 præsenterede Minoru Yamasaki sit design for offentligheden. Bygningerne blev designet med smalle kontorvinduer (cirka 45 cm), hvilket afspejlede Minoru Yamasakis højdeskræk samt hans ønske om at bygningens beboere skulle føle sig trygge. Hans design inkluderede facader beklædt med en aluminiumslegering.
Udover de to tvillingetårne omfattede planen fire andre bygninger, som blev bygget i begyndelsen af 1970'erne. I løbet af 1980'erne blev den syvende bygning opført i den nordlige del af komplekset.

### Strukturel design
Det var bygningsingeniørvirksomhederne Worthington, Skilling, Helle & Jackson, der opførte bygningerne ud fra Yamasakis design. Havnemyndighedens ingeniørafdeling hjalp til som fundamentingeniører. Joseph R. Loring & Associates som elektroingeniører, Jaros, Baum & Bolles som maskiningeniører. Og Tishman Realty & Construction Company som hovedentreprenør ved projektet. Guy F. Tozzoli, direktør for World Trade-departementet ved havnemyndigheden, og Rino M. Monti, havnemyndighedens maskinchef, førte tilsyn med projektet. Som et delstatsagentur var havnemyndigheden ikke underlagt de lokale love og forskrifter for bystyret i New York, herunder bygningsreglementerne. Alligevel fulgte ingeniørerne et udkast til det nye bygningsreglement, der blev vedtaget i 1968.
Tårnenes kerne indeholdt elevatorer, skakter, toiletter, tre trappeopgange, og en del diverse rum. Kernen var kombineret af stål og beton. I hvert tårn var et rektangulært område på 87×135 fod (27×41 m), der indeholdt 47 stålsøjler.
- World Trade Center lobbyinteriør med store katedrallignende buede vinduer
- Udvendig indgangs-trident-søjler med Ideogram-skulptur
- Austin J. Tobin plaza med The Sphere-skulptur i centrum af plaza og syd- og nordtårne og WTC-komplekset omkring det
- Udvendig udsigt fra pladsen
- Udvendig udsigt med Cloud Fortress-skulptur foran

### Opførelse
Opførelsen af World Trade Center blev betragtet som et byfornyelsesprojekt i New York med David Rockefeller i spidsen for at bidrage til at revitalisere Lower Manhattan. Projektet blev udviklet af havnemyndigheden i New York og New Jersey, som hyrede arkitekten Minoru Yamasaki, som kom frem med den særlige idé til de såkaldte Twin Towers. Efter omfattende forhandlinger med regeringerne i New Jersey og New York blev man med havnemyndigheden enige om at bakke op om projektet, som skulle opføres på det sted, hvor der lå en Radio Row på vestsiden af Manhattan. For at gøre aftalen acceptabel for New Jersey skulle havnemyndigheden indvillige i at overtage den konkursramte Hudson & Manhattan Railroad (omdøbt til PATH), som bragte pendlere fra New Jersey til Lower Manhattan.
Opførelsen af det nordlige tårn startede i august 1968, og det sydlige tårn i 1969. I december 1970 flyttede de første lejere ind i det nordlige tårn, og i januar 1972 ind i det sydlige tårn. I 1970'erne opførte man fire andre bygninger som en del af projektet. Den syvende bygning blev opført i midten af 1980'erne. Da tvillingetårne var færdigbyggede havde de samlede omkostninger til havnemyndigheden rundet 900 millioner dollars.
I 1970 gik medarbejdere på projektet i strejke og standsede transporten af materialer til byggepladsen. Havnemyndigheden forsøgte med andre midler at få transport af materialer, blandt andet via helikopter. I løbet af opførelsesprocessen blev telefonitjenesten i Lower Manhattan afbrudt, da telefonkabler blev knust ved rambukke der udførte deres arbejde. Den 16. marts 1970 blev seks arbejdere såret ved en eksplosion da en lastbil ramte en propantank Det samlede dødstal under opførelsen lød på 60 dræbte.

### Kritik af byggeriet
På grund af kompleksets placering ved Radio Row blev planen om at opføre det betragtet som kontroversiel. Radio Row var hjemsted for hundreder af erhvervslejemål samt ejere af ejendomme og små virksomheder, herunder omkring 100 beboere, hvoraf mange havde vist deres modstand mod tvangsforflyttelserne. En gruppe af små virksomheder, der blev berørt af opførelsen, indgav anmeldelse for at udfordre havnemyndighedens anvendelse af ekspropriationsretten. Sagen blev behandlet af retssystemet i USA's højesteret og endte med at blive afvist af domstolen.
De private ejendomsselskaber samt udviklere og medlemmer af Real Estate Board of New York under ledelse af Empire State Building, ejet af Lawrence A. Wien, udtrykte deres bekymring over, at disse meget "subsidierede" kontorlokaler skulle ud på det åbne marked og konkurrere med den private sektor når der allerede var ledige lokaler. Man var i tvivl om, hvorvidt havnemyndigheden i overhovedet burde have påbegyndt projektet, der af nogle beskrives som en "fejlagtig social prioritet". World Trade Centers design bragte blandt andet kritik fra det amerikanske arkitekturinstitut. Lewis Mumford, forfatter til The City in History, var ligeledes utilfreds med projektet.

## Komplekset

### Tvillingetårnene
Med opførelsen af tårn 7 i 1980'erne bestod World Trade Center af i alt syv bygninger, men det mest bemærkelsesværdige var de to tårne, der med 110 etager stod i henholdsvis 415 og 417 meters højde. Under en pressekonference i 1973 stillede man den ledende arkitekt Minoru Yamasaki spørgsmålet: "Hvorfor to 110-etagers bygninger? Hvorfor ikke en 220-etagers bygning?" hvor Minoru Yamasaki svarede: "Jeg ønskede ikke at miste den menneskelige skala."
Da det nordlige tårn stod færdigt i 1972 var det verdens højeste bygning i to år efter at det havde overgået Empire State Building. Det nordlige tårn havde en højde af 1.368 fod, og i toppen var en 110 m. høj telekommunikationsantenne, der blev opført i 1978. Med antennen var det nordlige tårn 1.728 fod højt. Det sydlige tårn blev den næsthøjeste bygning i verden da det stod færdigt i 1973. World Trade Centers tårne holdt kun rekorden i kort tid, idet Chicagos Sears Tower stod færdigt i maj 1973 med en højde af 442 meter.
Hvert tårn havde 350.000 m² kontorlokaler. Hele komplekset bestod af syv bygninger, som svarede til 1,04 km².
Oprindeligt tænkt som et kompleks dedikeret til virksomheder og organisationer, der direkte deltog i "verdenshandelen", havde man i første omgang undladt at tiltrække det forventede klientel. I de første år blev forskellige statslige organisationer de centrale lejere af World Trade Center, herunder staten New York. Det var først i 1980'erne, at byens farefulde økonomiske situation lettede, hvorefter et stigende antal private virksomheder, primært finansielle virksomheder bundet til Wall Street, blev lejere. I løbet af 1990'erne havde omkring 500 virksomheder kontorer i komplekset, herunder mange finansielle virksomheder som Morgan Stanley, Aon Corporation, Salomon Brothers og havnemyndigheden selv. Det nordlige tårn blev hjemsted for et hovedkontor i Cantor Fitzgerald.
Elektriciteten til tårnene blev leveret af Edison (ConEd) med i alt 13.800 volts højspænding.
På 110. sal i det nordlige tårn lå den offentlige serviceradio og tv-transmissionsudstyr. Taget på tårn 1 indeholdt en bred vifte af transmissionsantenner, herunder den 360 fod (ca 110 m) høje antennemast, ombygget i 1999 af Dielektriske Inc. Den midterste mast indeholdt tv-signaler til næsten alle fjernsynsstationer i New York, herunder WCBS-TV 2, WNBC-TV 4, WNYW 5, WABC-tv 7, WWOR-tv 9 Secaucus, WPIX 11, WNET 13 Newark, WPXN-TV 31 og WNJU 47 Linden. Den indeholdt også fire FM-radioer: WPAT-FM 93,1, WNYC 93,9, WKCR 89,9, og WKTU 103,5. Adgang til taget var kontrolleret fra WTC Operations Control Center (OCC) placeret i tårn 2.

### Andre bygninger
Udover de to tvillingetårne blev fem mindre bygninger opført. Den ene blev opført i 1981 med en højde af 22 meter. Bygningen fungerede som hotel under navnet Vista Hotel, i 1995 skiftede det navn til Marriott World Trade Center (også kendt som World Trade Center 3). Mod sydvest lå tårn 4 og 5 placeret. Tårn 6 stod i det nordvestlige hjørne af komplekset, nordøst for PATH stationen, og husede United States Customs Service og US Commodities Exchange. Tårn 4 lå i den sydøstlige del af komplekset. I 1987 blev tårn nr. 7 opført nord for komplekset. Under komplekset lå der et underjordisk indkøbscenter, som havde forbindelser til forskellige transitfaciliteter, herunder New York City Subway og havnemyndighedens egen PATH-station.
Et af verdens største guldlagre, som ejedes af en gruppe kommercielle banker, blev opbevaret under World Trade Center. Under bombeangrebet i 1993 detonerede en bombe tæt på boksen. Syv uger efter den 11. september 2001 blev 230 millioner dollar fjernet fra kælderen under tårn 4.

### The Sphere
Tæt ved tvillingetårnene stod metalskulpturen The Sphere, som et symbol for verdensfred. Skulpturen blev designet af den tyske skulptør Fritz Koenig. Skulpturen blev beskadiget under terrorangrebet, men er sidenhen blevet bevaret og står nu i Battery Park som et mindesmærke for de omkomne. Man planlægger at flytte skulpturen til sin oprindelige placering når Frihedstårnet står klart.

### Top of the World
Selvom de fleste af stederne i komplekset ikke var åbne for offentligheden, havde det sydlige tårn et offentligt observationsområde kaldet Top of the World Trade Center Observatories på 107. etage.
Når man besøgte observationsdækket, skulle man igennem sikkerhedskontrollen, noget der blev besluttet efter bombeattentatet i 1993.
Havnemyndigheden havde renoveret observatoriet i 1995 og lejet det ud til Ogden Entertainment. Attraktionerne på observationsdækket omfattede en simuleret helikoptertur rundt i New York.
Hvis vejret var til det kunne de besøgende tage to korte rulletrapper op fra 107. etage til en udendørs udsigtsplatform i en højde af 420 meter. På en klar dag kunne de besøgende se op til 80 km væk i alle retninger.

### Windows on the World
Mellem 106. og 107. etage i det nordlige tårn lå restauranten Windows on the World, der åbnede i april 1976. Restauranten blev etableret af Joe Baum for mere end 17 millioner dollars. På toppen af det nordlige tårn lå to andre spise- og drikkesteder placeret, det ene var navngivet "Hors d'Oeuvrerie" og det andet "Cellar in the Sky". "Hors d'Oeuvrerie" serverede dansk smørrebrød i løbet af dagen og sushi om eftermiddagen. "Cellar in the Sky" serverede drikkevarer, herunder vin. Efter bombesprængningen i 1993 blev Windows on the World lukket. I 1996 blev restauranten genåbnet og fik navneændring fra "Hors d'Oeuvrerie" og "Cellar in the Sky" til "Greatest Bar on Earth" og "Wild Blue."
I 2000 rapporterede Windows on the World, at de havde haft indtægter på 37 millioner dollars og var dermed den mest indtjenende restaurant i USA.

## Liv og hændelser
Der arbejdede til hverdag omkring 50.000 mennesker i tårnene, og dagligt var der ca. 200.000 besøgende. Komplekset var så stort, at det havde sit eget postnummer: 10.048. Tårnene havde to steder, hvor offentligheden kunne komme og nyde udsigten, det sydlige tårns observationsdæk og i toppen af Windows on the World i det nordlige tårn. Tårnene var kendt i hele verden og blev filmet i utallige film og tv-shows og var på postkort og andet merchandise. De blev betragtet som et af New Yorks store ikoner, på linje med Empire State Building, Chrysler Building og Frihedsgudinden.
Franskmanden Philippe Petit gik på line mellem tårnene i 1974. Om hans optræden blev dokumentarfilmen Man on Wire lavet. På Memorial Day i 1983 klatrede Dan Goodwin op ad World Trade Centers nordlige tårn. Hans stunt var for at henlede opmærksomheden på den manglende evne til at redde mennesker potentielt fanget i de øverste etager af skyskrabere. I 1995 blev VM i skak afholdt på 107. etage i det sydlige tårn.

### Branden i 1975
Den 13. februar 1975 udbrød en brand på 11. etage i det nordlige tårn. Branden bredte sig til midten af 9. og 14. etage. Området tæt ved branden blev næsten slukket øjeblikkeligt. De andre steder hvor branden havde spredt sig til blev slukket et par timer senere. De største brandskader var opstået på 11. etage. Brandsikringen beskyttede stålet fra at smelte, og der var ingen større skader på tårnet. Et par etager under brandområdet blev ramt af vandskader på grund af slukningsarbejdet ovenover. Da branden opstod havde World Trade Center endnu ikke indført sprinklersystemer.

### Bombeattentatet i 1993
Den 26. februar 1993 blev en bilbombe detoneret af islamistiske terrorister i den underjordiske parkeringskælder under det nordlige tårn. Seks personer omkom og over 1.000 blev såret, mens 50.000 andre ansatte og besøgende blev efterladt gispende efter vejret i de 110-etagers høje bygninger. Mange mennesker inde i det nordlige tårn blev tvunget til at gå ned ad det mørke trapperum, der ingen nødbelysning havde. For nogle tog det to eller flere timer at nå ned i sikkerhed. Skaderne lavede et 30-meters stort hul i garagen.
Manden bag angrebet, Ramzi Yousef, flygtede til Pakistan efter attentatet. I februar 1995 blev han anholdt i Islamabad og udleveret til USA med henblik på retsforfølgelse. En anden terrorist, Omar Abdel Rahman, blev dømt i 1996 for sin deltagelse. Ramzi Yousef og Eyad Ismoil blev begge dømt i november 1997 for deres medvirken til bombeattentatet. Fire andre blev dømt i maj 1994 for deres medvirken. Man mener at målet for angrebet var at destabilisere det nordlige tårn og således få det til at styrte over i det sydlige tårn og dermed få begge tårne til at kollapse.
Efter angrebet blev kælderetagerne stærkt beskadiget og måtte repareres. Murene var i fare for at styrte sammen, og køleanlægget, som gav aircondition til hele komplekset, blev ligeledes stærkt beskadiget. Brandalarmanlægget for hele komplekset måtte udskiftes, da ledninger og signaler i det oprindelige system var blevet ødelagt. Som et mindesmærke for ofrene blev en reflekterende pool med navnene på dem, der var blevet dræbt, opført. Mindesmærket blev ødelagt ved terrorangrebet den 11. september 2001, men man har planlagt, at et nyt mindesmærke skal bygges til ære for ofrene for både bombeattentatet og terrorangrebet.

### Leje
I 1998 godkendte havnemyndigheden planer om at privatisere World Trade Center. I 2001 søgte havnemyndigheden om tilladelse til at udleje World Trade Center til en privat enhed. Man modtog bud fra Tornado Realty Trust og et fælles bud fra Brookfield Properties Corporation og Boston Properties samt et fælles bud fra Silverstein Properties og The Westfield Group. Ved at privatisere World Trade Center kunne havnemyndigheden skaffe midler til andre af dets projekter. Den 15. februar 2001 meddelte havnemyndigheden, at Vornado Realty Trust havde vundet lejemålet for World Trade Center, samt at firmaet skulle betale 3,25 milliarder dollars for den 99-årige lejekontrakt.

## Tilintetgørelse
Den 11. september 2001 kaprede al-Qaeda-tilknyttede terrorister to passagerfly, American Airlines Flight 11 og United Airlines Flight 175, og styrede dem ind i de to tårne. Det første fly, American Airlines Flight 11, ramte det nordlige tårn klokken 08:46 (lokal tid). Sytten minutter senere styrede et andet hold terrorister United Airliens Flight 175 ind mellem den 77. og 85. etage i det sydlige tårn. Skaderne i det nordlige tårn førte til ødelæggelse af de mulige flugtveje fra området. Omkring 1.344 personer i det nordlige tårn blev fanget og havde kun få muligheder til at slippe ud af tårnet. Nogle personer valgte at blive på deres kontorer og vente på hjælp, mens andre valgte at begå selvmord ved at knuse vinduerne i bygningerne og hoppe ud. Nogle personer blev fanget i tårnenes mange elevatorer.
United Airlines Flight 175 ramte ikke så præcist i midten af tårnet, som American Airlines Flight 11 havde gjort, så det var muligt at komme ned via en trappeskakt. Det lykkedes dog kun få personer at komme i den vej, før tårnet kollapsede. I det sydlige tårn var de menneskelige tab lavere end i det nordlige og færre end 700 blev dræbt ved kollisionen, ligesom også det samlede dødstal var lavere i det sydlige. Evakueringen af det sydlige tårn begyndte umiddelbart efter, at det nordlige tårn var blevet ramt. Klokken 9:59 kollapsede sydtårnet som følge af, at tårnets stålsøjler havde mistet deres styrke pga. ildebranden. Det nordlige tårn kollapsede klokken 10:28 efter at have brændt i 102 minutter.
Klokken 5:21 pm kollapsede bygning 7, hvilket er blevet begrundet med ukontrollerede brande inde i bygningen. World Trade Center tårn 3 (kendt som Hotel Marriott) blev ødelagt under sammenbruddet af de to tvillingetårne. De tre resterende bygninger i WTC Plaza havde lidt stor skade efter tårnenes sammenstyrtning og de blev bagefter revet ned. Deutsche Bank-bygningen, som lå tværs gennem Liberty Street, blev senere lukket på grund af de giftige forhold inde i bygningen. Bydelen Manhattan Community Colleges Fiterman Hall på 30 West Broadway blev også lukket på grund af omfattende skader under terrorangrebet.
Umiddelbart efter angrebene antydede medierapporter, at titusinder kunne være blevet dræbt i angrebene, da over 50.000 mennesker kunne have været inde i World Trade Center. National Institute of Standards and Technology (NIST) anslår, at omkring 17.400 personer var i tårnene på tidspunktet for angrebene. 2606 mennesker, der befandt sig i World Trade Center og på jorden, omkom som følge af angrebene og det efterfølgende sammenbrud af tårnene. Dette tal bestod af 2192 civile (inklusive otte ambulancereddere og paramedicinere fra private hospitalsenheder). Derudover døde 343 brandmænd fra New York City Fire Department (FDNY) samt 71 betjente. Investeringsbanken Cantor Fitzgerald, som havde kontorer på 101. til 105. etage i Nordtårnet mistede 658 af sine 960 New York-ansatte. Marsh & McLennan Companies, som ligger umiddelbart under Cantor Fitzgerald på etage 93 og 101, mistede 295 ansatte. Aon Corporation som havde kontorer på 98. til 105. etage i Sydtårnet mistede 176 ansatte. Af alle de mennesker, der stadig var i tårnene, da de kollapsede, blev kun 20 reddet ud i live.

## Genopførelse
Arbejdet med oprydningen og genopretningen efter angrebene foregik i døgndrift. I alt tog det otte måneder for at få ryddet helt op. Rester blev transporteret fra Ground Zero til Staten Island. Den 30. maj 2002 blev der afholdt en ceremoni for officielt at erklære oprydningen for færdiggjort. I 2002 begyndte man på opførelsen af en ny bygning 7. Bygningen blev færdigbygget i maj 2006 nord for det nye World Trade Center. Derudover blev en midlertidig PATH station ved World Trade Center åbnet i november 2003, senere vil den blive erstattet af en permanent station, designet af Santiago Calatrava.
Bag genopførelsen af World Trade Center er mange arkitekter, herunder Larry Silverstein og folk fra havnemyndigheden, hvilket betød at guvernør i New York George Pataki havde en vis autoritet. Hertil kom, at ofrenes familier og folk i de omkringliggende kvarterer ønskede borgmester Michael Bloomberg til at lede genopførelsen. I november 2001 etablerede George Pataki Lower Manhattan Development Corporation (LMDC) som en officiel kommission til at overvåge genopførelsesprocessen. The Memory Foundations, designet af Daniel Libeskind, blev valgt som den overordnede plan for det nye World Trade Center. Planen omfattede et 541 meter højt Frihedstårn (nu kendt som One World Trade Center) samt et mindesmærke og en række højhuse.
Den 13. marts 2006 ankom arbejderne for at fjerne de sidste rester og starte opmålingen. Dette markerede den officielle start på opførelsen af det nationale September 11 Memorial & Museum, dette dog ikke uden protester fra nogle af de omkomnes familiemedlemmer. I april 2006 aftalte havnemyndigheden med Larry Silverstein, at han skulle overdrage rettighederne til at udvikle Frihedstårnet og tårn 5 i bytte for en finansiering med Liberty Bonds for tårn 2, 3 og 4. Den 27. april 2006 blev åbningsceremonien holdt for Frihedstårnet.
I maj 2006 blev Richard Rogers og Fumihiko Maki annonceret som arkitekterne bag tårn 3 og 4. Det endelige design for tårn 2, 3 og 4 blev afsløret den 7. september 2006. Tårn 2 vil få navnet 200 Greenwich Street og vil have en højde af 382 meter og et 96-fod højt spir, hvilket i alt giver 411 meter. Tårn 3 vil få navnet 175 Greenwich Street og vil have en højde af 352 meter samt antenner, der vil give tårnet en højde af i alt 383 meter. Tårn 4 får navnet 150 Greenwich Street og vil have en samlet højde på 288 meter. Den 22. juni 2007 meddelte havnemyndigheden i New York og New Jersey, at man ville bygge en 42-etagers bygning. Kohn Pedersen Fox blev valgt som arkitekt for bygningen.
Opførelsen af One World Trade Center blev mødt med kritik, lige fra selve formgivningen til navneændringen. New Yorks borgmester Michael Bloomberg udtalte i 2003, at Frihedstårnet ikke ville skifte navn til One World Trade Center, han fastslog at navnet skulle være Frihedstårnet.

### Populærkultur
World Trade Center var en ikonisk struktur, og man har kunnet opleve tårnene i både tv-shows, tegnefilm, tegneserier, computerspil og musikvideoer. Dele af filmen Godspell blev optaget på toppen af World Trade Center da opførelsen var ved at nå sin afslutning. I filmen The Hot Rock fra sommeren 1971 er der optaget scener af en helikopter, der flyver rundt om tårnene mens de stadig var under opførelse. Den sidste scene i filmen King Kong fra 1976 fandt sted ved World Trade Center. Egentlig skulle scenen have været optaget ved Empire State Building, hvor scenen havde fundet sted i den originale film. Ved hjælp af et svævefly lander Snake Plissken på toppen af World Trade Center i filmen Escape from New York fra 1981.
Begivenhederne omkring den 11. september er sidenhen blevet portrætteret i en række dokumentarprogrammer og film. Nogle af de film, der havde størst succes var Oliver Stones World Trade Center fra 2006 og Paul Greengrass' film United 93. I adskillige film, med premiere kort efter den 11. september 2001, kunne man se World Trade Centers skyline. En af filmene var Spider-Man. Både i episoder af Venner og The Simpsons er World Trade Center blevet filmet.
Scener fra World Trade Center blev fjernet fra film som Sex and the City og The Sopranos, som var produceret efter bombningen. Scenerne blev fjernet af respekt for ofrene.

## Mindesmærker

### Flag
Om morgenen den 12. september 2001 var overbetjent i New York Gerald Kane og kriminalassistent Peter Friscia medhjælpere på redningsholdet ved Ground Zero. De bemærkede, at det store amerikanske flag, som engang stod foran World Trade Center på Church Street var røget af flagstangen under sammenstyrtningen af bygningerne. De to mænd rekvirerede et antal soldater og brandfolk i området til at sætte en stige til toppen af gadelampen, hvor flaget nu hang. Civilbetjent Friscia klatrede op på stigen til lampen og tog flaget med sig ned. Senere gav man flaget til NASA, hvor det blev transporteret om bord på rumfærgen Endeavour (STS-108), som en del af missionen til Den Internationale Rumstation den 5. december 2001. På flagdagen den 14. juni 2002 blev det amerikanske flag returneret til indbyggerne i New York af Sean O'Keefe, Dom Gorie og besætningsmedlemmerne fra Endeavour i en ceremoni på Museum of Natural History. Flaget er en del af den årlige ceremoni på Ground Zero til minde om ofrene for angrebet.

### Tribute in Light
Efter angrebet blev 88 projektører placeret ved siden af det sted, hvor World Trade Center stod. Projektørerne danner to lodrette kolonner af lys til minde om angrebene.
Projektørerne blev lanceret i 2003 for at markere toårsdagen for angrebet og er siden blevet tændt hvert år den 11. september lige siden. Man havde ellers meddelt, at 2008 skulle være det sidste år for Tribute in Light, men de var at se igen i 2009.
Den 17. december 2009 blev det bekræftet, at hyldesten vil fortsætte frem til 2011, indtil tiårsdagen for angrebene.
De, der arbejdede med projektet om opførelsen, kom op med konceptet i ugen efter angrebet. De blev hyret af magasinet The New York Times til at skabe et billede af projektet.
Richard Nash Gould, en arkitekt fra New York, gik til den kommunale kunstforening med konceptet. Han var en del af en virksomhed, hvis kontor lå i World Trade Center. Den 19. september skrev formand Philip K. Howard til borgmester Rudy Giuliani og bad ham om "at overveje at placere to store projektører i nærheden af ulykkesstederne, som skulle lyse lige op i himlen."